# 19429 Ґрюбо
19429 Ґрюбо (19429 Grubaugh) — астероїд головного поясу, відкритий 20 березня 1998 року.
Тіссеранів параметр щодо Юпітера — 3,517.